# 里奇蘭鎮區 (印地安納州傑伊縣)
里奇蘭鎮區（英語：Richland Township）是位於美國印地安納州傑伊縣的一個行政鎮區。

## 地方資料
根據2010年美國人口普查的數據，里奇蘭鎮區的面積為70.60平方千米，當中陸地面積為70.50平方千米，而水域面積為0.10平方千米。當地共有人口4518人，而人口密度為每平方千米63.99人。

## 历史
里奇兰镇成立于 1838 年。